# Ermineskin
Ermineskin (Ermineskin Tribe, Ermineskin Cree Nation), jedna od zapadnih skupina Cree Indijanaca koji danas žive na rezervatima Ermineskin 138 i Pigeon Lake 138a u središnjem dijelu kanadske provincije Alberta. Kraj što ga naseljavaju poznat je kao Bear Hills ili Maskwacheesihk, a nalazi se oko 50 kilometara južno od Edmontona, između gradova Ponoka i Wetaskiwin. Suvremena populacija iznosi preko 3.000.